# 麻辣教師GTO
《麻辣教師GTO》是藤澤亨創作的日本漫畫。1997年至2002年於《週刊少年Magazine》連載、2009年以「GTO湘南14日」重新復活至2011年連載完畢。不過2012年又以番外編「GT-R」開始連載。2014年在「週刊Young Magazine」以「GTO失落的樂園」為題開始連載。累計銷售量5000萬本。1998年獲得第22屆講談社漫畫獎少年部門獎，之後被改编成電視動畫和電視劇。
「GTO」是「Great Teacher Onizuka」（偉大的老師鬼塚）的縮寫。

## 故事簡介
- 《麻辣教師GTO》（GTO）：全25冊。

內容描述原本是不良少年的鬼塚英吉因為想要親近年輕的女高中生而成為教师，但卻成為國中老師、並與學生發生的故事。鬼塚英吉被分配到三年4班這個以欺負教師聞名全校的班級，全校所有的老師都將教授該班視為噩夢，其班級成員臥虎藏龍，會以各種殘酷的方式將新教師驅逐出去、甚至有教師被逼得自殺。而就在鬼塚英吉任教之後，這個班級的學生們逐漸改變了作風，隱藏在班級背後、其迫害教師的原因也浮上檯面......。
- 《麻辣教師GTO 湘南14日》（GTO SHONAN 14DAYS）：全9冊。

敘述在鬼塚被敕使川原開槍射傷住院時，意外跑路回到老家湘南時所發生的秘密授業。
- 《麻辣教師GTO‧失落的樂園》（GTO パラダイス・ロスト）：20冊待續。

延續麻辣教師GTO結局的兩年後。舞臺竟然設定在監獄。鬼塚因不明原因入獄，並且在獄中與囚犯訴說過去發生過的故事。

### 前傳
《湘南三部曲》：藤澤亨三部描寫湘南少年青春、燦爛、玩鬧、熱血、友誼、真情的漫畫作品《麻辣拍檔》、《湘南純愛組》、《麻辣教師GTO》的統稱。
- 《麻辣拍檔》（BAD COMPANY）：全1冊、《湘南純愛組！》的前傳。

講述鬼塚英吉、彈間龍二兩名主角國中時代的赤紅熱血故事！鬼塚與龍二不打不相識，由互相挑釁到成為最佳拍檔，麻辣拍檔一出，必有連場惡鬥！在他倆眼中，暴力是唯一解決問題的方法！在年青時的某個仲夏之中，鬼塚與龍二，以及櫻、之崎等人，渡過了一個畢生難忘的夏天！本篇將二人的一段前塵往事完全道出。
- 《湘南純愛組！》（湘南純愛組!）：全31冊、《GTO麻辣教師》前傳。

講述『鬼爆』時期的鬼塚和彈間兩位主角的高中故事。本篇講述鬼塚和龍二高中時的故事。“鬼爆二人組”已經在湘南一帶很有名氣，並且最終進入了湘南有名的黑道高校——極東高校。正當所有人都在期待著他們帶領極東高校走向更強盛的時代時，'鬼爆'二人卻另有想法，他們偽造了一則退校通知，書寫了新的傳奇......。
本篇與《無賴布魯斯》一起號稱日本2大經典暴力漫畫，全篇貫穿著當時流行的暴走族思想，少年們幻想著用暴力來統治學校、統治地區、統治每一條燈火通明的「跑道」 ，超越前輩的車尾燈，書寫自己的輝煌、創造自己的時代。「鬼爆」置身事件中心，主動或被動的參與了場場惡戰，如收復「鐮蒼狂犬」、擊敗極高首領——神堂寺鬱也、殺破韋馱天第三代總長武澤明、單腿單挑「殺人犯」大久保、摧毀「暴走天使」餘黨兼力挑掀起「湘南戰爭」的「暴走天使」三巨頭之一的「冰之男」——阿久津淳也、殲滅「橫濱騎士」 ......，最後鬼爆以內戰自取滅亡的方式告訴大家，無謂的暴力、殺戮與爭鬥，換來的不過是永恆的痛苦與湘南的清風。
《湘南純愛組》寫的雖是不良少年的暴力生活，但其真實想表現的卻是純真少年直白豁朗的情感亦即多彩的個性。一個個個性炯异，形象豐滿的角色相互碰撞，讓湘愛看似平淡無奇的故事不斷擦出閃亮的火花，讓人感受其間，感動其中。

### 外傳
- 《GT-R～爆彈龍二的災難～》（GT-R）：1冊待續。「GTO」外傳作品。以彈間龍二為本部作品的主角。
可愛又任性的高中女生石川美門以買摩托車為理由，找上了『摩托車店的店長·彈間龍二』，在試車的過程中，為了尋求刺激，美門拿磚頭砸了警車。這個女孩自稱是大盜石川五右衛門的後代，接近龍二的目的是要找他當自己的司機。美門開著保時捷載著龍二衝進海裡。
- 《井之頭的石像鬼》：全5冊。以冴島俊行為本部作品的主角。
現任警官22歲的冴島俊行，外號惡魔臉石像鬼，駐守在東京井之頭公園的派出所。學生時代人稱"鐮倉惡犬"，人人無不聞風喪膽。當上警察以後本性未改，每天被風俗街的皮條客招呼？某天他遇上積極的美女靜香，正當冴島以為自己有機會拋棄處男的時候，卻發現靜香其實是黑道的女人。為了幫靜香擺脫黑道無良男友的控制，冴島使出的手段是…？

## 登場人物
聲優排列順序日本為電視動畫與電子漫畫版。台灣則有衛視中文台、超視、中視等多種版本。

### 主要人物
鬼塚英吉
配音：高木涉（日本）；大炳〈超視版〉／周寧〈中視版〉／賀宇傑〈衛視版〉（台灣）；羅偉傑（香港）
本作男主角。「湘南三部曲」中的人物，在《GTO麻辣教師》、《湘南純愛組》、《麻辣拍檔》中的一號人物，鬼塚英吉視作比生命還重要的兄弟，湘南傳說中讓人聞風喪膽「鬼爆二人組」其中一人，鬼爆的「鬼」。
22歲，金色短髮加V字形瀏海、戴耳環。私立聖林學苑(或譯吉祥學苑)三年四班導師，本為臨時代課老師，而在數學教師勅使川原優挾持人質事件後被理事長提升為正式教師，然而旋即在下學期被新任校長大門美玲再度降階且降為副導師而冬月梓則為正導師。教社會科。
昔日曾是湘南魔鬼暴走族、三多摩聯合的首領，亦是鬼爆二人組其中一人，打架極為強悍。身體異常硬朗，尤其在拯救學生或教師時常身中數彈而不死，甚至在大量腦出血宣告不治時亦會突然甦醒過來，其身體的強悍力常被訓導主任及校長稱為「生化人」或是「應該被抓去NASA做研究」，甚至連住院期間護理長及護士亦稱鬼塚的身體為「殭屍的化身」(比喻其強悍的復原力)。暴走族則戲稱鬼塚「必須要在滿月之夜用木樁釘他的心臟才會死（比喻鬼塚的身體強悍力可以和吸血鬼相媲美）」，但常生氣怒抓學生時會破壞學校公物。
雖從五流大學畢業，做事衝動，為人暴力，看似腦子笨拙，然而實際上對學生的洞察力極強。能夠適時發現學生的問題、在學生最需要幫助時化險為夷，但對於女性所獻上感情時卻非常遲鈍，當然亦有可能是故意裝傻。心情不爽時會在上課的時候用指甲刮黑板發出刺耳的噪音，虐待無辜的學生（尤其是被村井三人組在台下竊竊私語時被耳尖的鬼塚聽到的時候）。
非常不愛乾淨，褲襠或襪子時常會傳來惡臭味。個性十分好色，腦子時常思考黃色的事，行為上也是，似乎有cosplay（角色扮演）的嗜好，但實際上是有色無膽。在被鬼塚感化且喜歡上鬼塚的女學生投懷送抱時(如實習教師期間或在聖林學苑)，鬼塚總是仍保持與女學生適當的距離。然而，跟一般性常規教師比較，鬼塚的行為仍是踰矩許多；尤其是會偷看或偷聞女學生的內褲之類。不過該行為似乎已被班上女同學默許而未向校方揭發，對於三年四班的女學生來說，比起其它男教職員表面上道貌岸然但私下偷窺、性騷擾或嫖妓等行為，鬼塚公然表現出好色的行為是一種率真且毫不掩飾自己的表現。
由於個性特立獨行，甚至行為上不符合一般常規教師應有的行為而致使許多老師很討厭他，甚至想盡辦法要開除鬼塚，但這些教師最後總是功敗垂成。善於化解處境上之劣勢轉為優勢，有時候亦是好運降臨(如抽中賓士轎車)。
一開始被分配到三年四班問題班級，該班級對於所有的教師都不信任故惡整導師而致使三名導師紛紛離職。然而鬼塚的特色是即使遭到學生或其它教職員陷害總是一肩扛起、從不為遭陷害的行為辯解，並且奮力保護學生甚至受傷或冒著被丟職的風險而在所不惜，該行為舉動逐一化解了班上的同學對鬼塚的敵意轉而信任鬼塚。有好幾次鬼塚遭陷害時，學生們反而會挺身而出，甚至想盡辦法幫他解決。儘管一開始學生的動機是為了替鬼塚洗刷冤屈以及揭發其它同學栽贓鬼塚的惡行，但鬼塚總是將這些頑劣同學的惡行一一攬在自己身上並且利用技巧化為對學生的關心而產生「安全依附效應」，最後所有的學生甚至欲陷害鬼塚的新任校長大門美玲都被一一馴服，而女學生裡愛慕鬼塚的人不在少數。然而，依然不時會墮進各類大大小小的陷阱之中，對智力高的惡作劇如神崎、和久井等人的把戲最為沒輒。一度因為時勢而迷失了當教師的本義；結果總是被好友龍二或同事冬月給一言驚醒夢中人。
於漫畫裡其馴化學生的特點為善於製造「情境教學」，讓學生們去體會他們所作的行為其後果下場會是什麼，甚至把學生逼到絕境後再給他們一次重生的機會。在最後一刻時會摸摸學生的頭而致使學生心中對人的不信任感瞬間情緒崩潰而變成對鬼塚之完全依附，亦也曾對冬月梓摸頭稱讚她是好老師致使冬月梓對鬼塚的好感急速上升。然而許多情境教學往往是嚴重違法的，比如襲擊警員、並竊取汽車跟制服進行cosplay、在公路甚至鐵路上狂飆車、帶領暴走族尋人等製造治安騷動事件之問題，也常因動手打人(打的大部份是高官或是流氓父母，但從未打過學生)而被關進拘留所，不過幾乎隔天就被保釋出來，其中損友冴島員警就幫鬼塚吃了不少案。
在本篇中，雖然依然是處男而且明顯地好色，但絕對不乏愛慕者。其中明確表示過自己喜歡鬼塚的至少有好幾位：冬月梓、白鳥菖蒲、籐崎志乃美、神崎麗美、野村朋子、水樹奈奈子、道明寺英里等等。因為年少時無數次打鬥以及擔任教師時數次為拯救學生奮不顧身的表現，讓自己的腦部存在血管瘤的未爆弹。因後來被涉谷襲擊而瀕死，但又奇蹟地捱過了手術甦醒過來。
是另一部漫畫湘南純愛組！的男主角之一。
冬月梓
配音：折笠富美子（日本）；許雲雲〈衛視版〉（台灣）；曾佩儀（香港）
本作女性角色之一，鬼塚英吉的同事，吉祥學苑3年2班導師，第2學期變成3年4班導師。教國語科。老家來自新潟，早稻田大學第一文學部畢業。
由於樣子長得可愛且受班上男生歡迎，而遭女生妒嫉及憎恨，還因此對教學產生退卻。甚至稍早因在3年4班教國語科時，被神崎故意詢問論語等艱深難澀的問題考倒，而差點遞出辭呈，後來極盡所能思考如何了解女學生，試著從學生角度出發。內心可愛似小女生，作為剛上任的新老師，十分認真的從事教學職業。由於胸部很小，被人冠上牛蒡及枯萎向日葵等花名（動畫中胸部加大成約B罩杯）。
自在面試與之相遇後，與鬼塚關係良好及對鬼塚抱有好感，在鬼塚失意及借酒澆愁時總是陪在他身邊。非常敬佩他對教學的熱情與樂觀的精神以及化險為夷的能力。然而，在校外教學金錢失竊案時被黑函誤導而信以為真是鬼塚偷錢，因而曾對鬼塚失望過。然而，在勅使川原綁架事件後急速喜歡上鬼塚。在大門校長掌權時因為反抗計分制，被其手下常盤欺負幾乎在全校師生面前被脫掉裙子，幸得鬼塚相救。最早得知鬼塚血管瘤的事情，甚至為勸鬼塚頭腦開刀取出血塊，而不惜想以身相許誘導鬼塚住院開刀。

### 東京吉祥學苑

#### 3年4班學生
相澤雅
配音：野田順子（日本）；龍顯蕙〈超視版〉／許雲雲〈衛視版〉（台灣）；張雪儀  (香港)
為新校長大門美鈴來之前三年四班最難馴服的女學生，亦也是GTO第一部全篇整個脈絡故事的核心女學生；一開始在學生中不斷策劃如何把鬼塚趕出校園的主使者。為了把鬼塚趕走不僅唆使許多麻煩學生來對付鬼塚，甚至聯手其他厭惡鬼塚的教師企圖將之逼走，然而最後總是功敗垂成。之所以如此是因為原本她單戀扇老師，卻發現原來他已經有未婚妻而覺得自己遭自己信任的導師背叛。企圖自殺未遂，原本開朗活潑的性格因此轉變，從此不斷封閉自我，不茍言笑。
內心不滿下，進而謊稱遭扇老師強暴；導致過去的2年4班對所有老師都產生不信任，更導致個性衝動的石田拓海用球棒打傷扇老師，使得拓海被退學送去沖繩管束、扇老師也丟掉了工作。發現自己的嫉妒心產生的後續影響已經失控後，身心飽受折磨而曾經想要轉學。為了不讓自己內心崩壞，讓自己也加入欺負老師的行列。然而相澤所唆擺而整鬼塚的同學最後一一都向鬼塚靠攏，逼著相澤走投無路離家出走。在鬼塚引領下投靠朋子，被其感動而與朋子和好，也被鬼塚所暫時馴服。
與神崎及野村3人都是從小學直升國中，也因此很清楚神崎的秘密。雖然彼此都很重視對方，在神崎向鬼塚靠攏後為了趕走鬼塚，利用抓住英文科櫻井老師多次偷窺女學生內褲的把柄唆使櫻井在校外教學經費上動手腳並栽贓給鬼塚，迫使神崎決定對相澤進行不擇手段的報復。
而剛被鬼塚暫時馴服的相澤和在一次遊樂場遇到神崎，倆人見面份外眼紅，一時激動下在釣蝦場起口角，也掀起了相澤公開神崎祕密的序幕。但最後其實神崎雖然作出公開相澤私人生活片段的恫嚇，卻實際甚麼也沒有。事件後相澤長期沒有上課，直至綁架事件才正式回歸校園。
家庭背景有極大問題，其父母相繼外遇，造成對於大人們的不信任之因素之一。然而後來在鬼塚「假綁架教學」的幫助下解決，讓相澤一家再次重新出發。後來天使軍團涉谷翔等人故意用電子郵件公佈相澤雅欺暪大家的真相時，嘗試自殺了結，最後被從沖繩趕回來的拓海及鬼塚救回。正式面對自己的過錯及過去，重新融入班級裡面。
動畫版在沖繩旅行之後，曾拜訪過去二年四班的導師齋藤昇，其實是想為摯友橫山美月報仇。原因是橫山跟齋藤交往過後絕望而自殺身亡。因此被傳為殺人嫌疑犯，在事情的真相查出來之前，被鬼塚帶到警察冴島值班的派出所冷靜。
菊地善人
配音：綠川光（日本）；宋克軍〈超視版〉／陳進益〈中視版〉／黃天佑〈衛視版〉（台灣）；劉昭文（香港）
男學生的領袖和參謀，頭腦很好，智商超過180，全國模擬考成績不包含鬼塚是全國國中生第一。擅長推理，會空手道，電腦能手，曾多次入侵其他電腦的資料庫。初登場時，以合成圖令學校造成混亂。曾經把用電腦合成的超真實版的鬼塚英吉SM照，貼在校園裡面，戲弄鬼塚，想要給鬼塚精神壓力逼走鬼塚。不過鬼塚根本不吃這套，反而拿出更多女明星的相片，要求菊地幫忙合成穿著暴露的妹妹SM相片，面對如此厚顏的鬼塚老師，菊地反而無計以對。鬼塚不但沒有懲罰或報復他，還從吉川口中得知當吉川想把其實是菊地合成圖片的事告訴鬼塚時，鬼塚還不讓他說，說這是背叛同伴的行為。事後仍會替鬼塚合成圖片。
在吉川事件中是被鬼塚的人格魅力和男子漢的大度所感動，是鬼塚馴服的第一個學生。雖然智力高但畢竟較成熟，亦不像其他學生般有複雜的家庭背景或過去，所以反而是馴服得較為輕鬆的一個。及後多次與神崎幫助鬼塚，並越發覺得鬼塚的厲害之處。曾替鬼塚頂包考試以避免他被開除，卻發現原來鬼塚根本不用他幫也能考得高分。只不過對於鬼塚的某些無賴行為比較沒轍。
與和久井繭、石田拓海是摯友。與拓海在網路上時常談天論地，不過菊地並不知道網名“沙鯨”的網友就是拓海。因為是最早脫離整老師行列的人而深受其他人，尤其是相澤雅的挑剔。雖然如此，依然是無空位可鑽的完美型人物。在天使事件中，因為鬼塚惡搞而和常盤愛接吻。
神崎麗美
配音：三石琴乃（日本）；林凱羚→呂佩玉〈超視版〉／郭馨雅〈衛視版〉（台灣）
三年4班，金色長髮、異色瞳的國中少女，全世界只有五個智商超過二百的超級天才兒童的其中一個。擁有自由選擇大學的資格，16歲就能進入麻省理工學院。懂日語、中文、德文、法文及英文。
是名萬事通，但是對於自己不理解的事物會失去理智，例如宅男世界完全不了解，在沖繩旅遊時對於鬼塚將她分配到三位鋼彈迷的行為頗為不滿，同樣的也會過度自信而落入敕史川原的陷阱。
由於是母親買下優異精子“製造”出來的，這亦成為她一生最大的心結，因小學老師藤森（ふじもり， 日本：渡邊美佐（電視動畫版））在課堂上揭發這個秘密，經常對學校進行課堂恐怖行動（比如問老師超高水準的問題或造成大混亂使老師無法上課），也經常不去學校上課。自從最初登場到鬼塚帶神崎「私奔」後對上學有著改觀，甚至成為其回到學校的動力。因為曾深信一個小學老師並把祕密傾盤相告，但卻因為那位老師被神崎的智商搞得無所適從，失去方寸之下泄露了她的祕密而對老師非常不信賴。鬼塚藉瀕死體驗令她知道自己其實很幼稚，世上比自己的更可憐的人多的是，自此被鬼塚訓服。然而剛被馴服後的神崎仍會因鬼塚的一些行為讓她不滿時會對其惡作劇，例如在會丟蛇到鬼塚內褲裡、或是要鬼塚扮演家畜人等。
為喜歡的人事物有不擇手段的傾向，例如相澤雅等三人把年級旅遊費偷走並栽贓給鬼塚的事件中，神崎為此佈下陷阱要相澤等用肉體援交來償還（動畫中為綁架相澤等三人），然而相澤等三人最後還是被鬼塚給救回。
因母親在家不斷在網路上進行投資且對神崎冷漠、加上鬼塚的關心而喜歡上鬼塚；但在摩天輪上對鬼塚告白遭拒絕。後在遊樂園裡和相澤進行口舌之爭，相澤將她的秘密公諸於世。在設下報仇網站後選擇在滑雪場凍死自殺，最後仍被鬼塚救回；在昏去之前手機裡表明想當鬼塚的妻子之意念。而在救護車從滑雪場返回吉祥寺的過程中，神崎主動將沉睡中鬼塚的手放進她的乳房上，表明她願意獻身自己給鬼塚的心情，從此亦對鬼塚脫線的個性從「看不下去」轉為「吃醋」。
在遭到敕史川原綁架及理事長、冬月梓、神崎自身及其它師生人質事件中，被身中數彈而大難不死鬼塚救出後，便變得時常注意鬼塚並單戀他，甚至多次表達想要跟鬼塚做「色色的事情」以懷下鬼塚的種。在天使事件尾聲中，因為鬼塚遭到嚴重腦撞擊而在醫院快宣告不治時而割腕自殺（被冬月等人阻止），對神崎來說鬼塚是她活下去的動力。「湘南十四日中」對於鬼塚沒有對她下手做色色的事而深表遺憾，故和教養院教保員藤崎志乃美惡作劇，趁鬼塚熟睡時將鞭炮放在其褲檔裡並用電話引爆以表示吃醋的心情。鬼塚身體出問題而常常流鼻血時，神崎是第一個擔心他的人，而在湘南的事件裡亦多次輔助鬼塚解決事件，最後跟鬼塚一起回東京。
故事後期出場次數漸漸變得比女主角冬月還要多，在GTO系列中人氣之高甚至蓋過其它女角。在「湘南14日」第1、6至最後的9冊都有出場（冬月只在第1冊及最末冊的其中一頁出場而已），於新作「失落的樂園」111話中受鬼塚委託調查事件而再次出場。
與班上被稱為大奶妹的野村朋子（而後朋子成為偶像明星）是國小至國中同學兼摯友，雖然倆人互動看起來就像主人與寵物之間的關係，然而比起相澤霸凌野村的主人與奴隸之關係，神崎與野村的互動則較類似嬉鬧型的主僕遊戲關係。另一方面在國小時和相澤也是好朋友。 
村井國男
配音：關智一（日本）；曹冀魯〈超視版〉／陳幼文〈衛視版〉（台灣）
經常和鬼塚彼此玩弄，與藤吉晃司、草野忠明是好友，有戀母情結。喜歡深田葵。因為母親的遭遇而不信任大人，尤其是男的大人。在逐漸認識鬼塚後有所改觀，但依然嚴防鬼塚與母親過於靠近。然而在鬼塚受到誘惑或失控時總是會適時阻止鬼塚繼續犯錯下去。在被馴服後常被鬼塚使喚。神奇地，至少被鯨川冬美和鱶田久美子兩位女生所愛慕著。
藤吉晃二
配音：諏訪部順一（日本）；陳旭昇〈超視版〉／陳幼文〈衛視版〉（台灣）
三年4班，村井的好友。留著黑色長髮。有參加社團（將棋社所屬）。有四名兄弟姐妹，家景比較清貧。在村井被馴服後亦被鬼塚以同一方式馴服，成為最常被使喚的三人組之一。喜歡相澤，曾被相澤陷害竊走教學旅行費用，為了償還自己花去的五萬而跑去打工。在相澤輟學時，走去安慰她並為之作出了像鬼塚般的偷車行為。
草野忠明
配音：柳知樹（日本）；黃天佑〈衛視版〉（台灣）
三年4班，村井的好友。在村井被馴服後亦被鬼塚以同一方式馴服，成為最常被使喚的三人組之一，並被鬼塚以「野」或稱呼。喜歡常盤，曾被常盤陷害而被誤會竊取尿袋。
吉川昇
配音：岡野浩介（日本）；曹冀魯〈超視版〉／黃天佑〈衛視版〉（台灣）
個子嬌小，但是腳能穿上26吋的鞋子。運動神經曾經幾乎被認為是零，然而在沖繩校外教學時拯救上原之過程，證明吉川可以潛水游泳一分鐘以上，且似乎深闇水性故免於上原被海水衝走。吉川說是因為他在國二時常被上原等人惡整，有一次被雙手綑綁於冬天下丟到游泳池泡腳池長達三十分鐘的關係。
讀書成績沒有特別突出，而且是個遊戲迷。有著對所有遊戲都很擅長的才能，是目前為止唯一可以在電玩上贏過鬼塚的人。似乎也喜歡看AV，對別校的美女很有認識，亦擅長蒐集情報。起初是個非常懦弱的人，經常受到校園欺凌，尤其是被上原等人惡整拍裸照，也企圖跳樓自殺過兩次都被鬼塚救回。但後來慢慢變得堅強、且在沖繩旅遊時救出杏子之舉甚至讓杏子對吉川產生愛意。
最早被鬼塚所拯救，亦是主要配角中唯一一個沒有參與欺負老師的學生。因為能站在弱者的角度看事物，所以當鬼塚想接近家裡蹲、有霸凌陰影的人（如宮森）時，總擔演著重要的角色。跟菊地一樣，當鬼塚面臨被解僱的危機時，總是最落力防止事情發生的人之一。不過因為性格較為老實溫柔，不能像菊地神崎般作出大膽或高明的計謀。
原作初期的外型是個眼睛細小的路人角色，但是隨著原作畫風漸變變成了美少年。另外從杏子當初欺負他到變成尊敬他以來，個性和初登場時判若兩人。
上原杏子
配音：岡村明美（日本）；龍顯蕙〈超視版〉／郭馨雅〈衛視版〉（台灣）；陳安瑩（香港）
三年4班，因小時常遭哥哥欺負，故養成欺負弱小的男生作為報復（也就是吉川），三人經常欺負吉川如將吉川綑綁丟進櫃子裡、強拍裸照及在吉川身上塗鴉等。後來被鬼塚教育（因為他們強拍吉川的裸照，又在上面塗鴉，鬼塚便也在她們的屁股上塗鴉），心有不甘而找身為家長會長的媽媽去和理事長提出鬼塚得辭職的提案，之後因為菊地在會場播放三人惡整吉川的錄音檔而使得提案立即取消。
雖然對鬼塚懷有敵意，但卻擁有惻隱之心。在校外教學金錢遺失案中，上原直接洩密消息給鬼塚主謀者是相澤雅，加上菊地和神崎的破解下找出相澤雅的犯案手法，然而鬼塚並沒有理會這些情報。而在鬼塚知道這是相澤的計謀卻沒拆穿、反而還努力去賺八百萬以作為全三年級校外教學旅費後，上原有一陣子幾乎都圍繞在鬼塚身邊，甚至不惜掏出裡面存有三百萬的信用卡借給鬼塚，不過想當然爾亦遭鬼塚拒絕。
在沖繩校外教學原本故意要陷害鬼塚故和同夥三人把吉川綁在野叢裡，然而後來找不到路落水遇難，被吉川救起，此舉使上原對吉川開始存有好感，而在鬼塚的推波助瀾之下更承認喜歡上吉川，然而吉川本人卻沒有聽到。在沖繩事件後基本上已脫離了欺負老師的行列，反而歸向鬼塚那邊。
野村朋子
配音：川澄綾子（日本）；郭馨雅〈衛視版〉（台灣）；劉惠雲（香港）
被稱為「笨笨子」，因為總是笨手笨腳。家裡開拉麵店。小時候因為經常喝牛奶，所以擁有F罩杯的巨乳，而被稱為「大奶妹」。與神崎、相澤是國小到國中的同班同學，交情甚好，也因此野村也知道神崎的秘密。曾受相澤雅唆使，栽贓鬼塚是變態男老師，但卻因笨手笨腳而栽贓成袋田，失敗後被相澤雅割蓆絕交。後來被鬼塚發現其演戲才華並幫助她出道成為偶像明星，而相澤雅走投無路時野村讓相澤雅一起同住而重修舊好。其經紀人喜歡她，而朋子喜歡鬼塚老師，甚至立志將來要嫁給鬼塚。
演技極強，在選秀會表演人偶倫理劇感動眾人，實境秀演出死者也十分逼真。
飯島子
配音：本田貴子（日本）；郭馨雅〈衛視版〉（台灣）
三年4班，相澤的好友，和相澤、白井3人一起想把鬼塚趕出學校。對藤吉讓鬼塚吃下蟑螂的手段反感。在沖繩時與菊地一組玩鬼屋時透露，其實對鬼塚並不反感，只是因為友情所以並不會背叛相澤而已（稍早相澤在明星選拔賽輸給朋子之後，看到相澤對白井口出惡言，從此跟白井2人一起對她保持一點距離）。當眾人都被馴服，相澤輟學後再也沒有任何動作。
白井知佳子
配音：小林惠美（日本）；許雲雲〈衛視版〉（台灣）
三年4班，相澤的好友，大人性格，戴著眼鏡，和相澤、飯島3人一起想把鬼塚趕出學校。曾報名參加明星選拔，但初賽便輸給相澤和野村。本身與鬼塚沒有甚麼仇恨，明星選拔終了之後因相澤度她口出惡言，從此跟飯島2人一起對相澤保持一點距離。
淺野麻由子
配音：淺井清己（日本）
三年4班，上原的好友，留著茶色短髮，個性男孩子氣，與上原、泉3人經常一起欺負吉川，稍微有一點巨乳（來自與泉尚子的對話）。在沖繩校外教學與麗美、鬼塚3人本來要去救上原和吉川，結果3人都掉進掉入湍急的瀑布水流。
泉尚子
配音：川澄綾子（日本）；許雲雲〈衛視版〉（台灣）
三年4班，上原的好友，留著中分的黑色長髮，性格較野村迷糊，與上原、淺野3人經常一起經常欺負吉川。 
引田留留香
僅於漫畫登場，動畫版、電視劇均未登場。喜歡白魔法、巫術及追求浪漫的女學生，但運氣不好，有被害妄想的傾向，單戀足球社的伊藤。
於神崎已脫離欺負老師行列之後第一次登場，與朋友（圓、美子（みこ，綁高馬尾）利用白魔法企圖將鬼塚殺死，但最後是失敗收場。為作出有毒的餅乾，利用黑魔法成功拔掉鬼塚的陰毛，但怕毒餅乾被伊藤吃掉，結果把所有的毒餅乾吃得精光而口吐白沫昏倒。
淺倉惠
配音：白鳥由里（日本）；許雲雲〈衛視版〉（台灣）
轉學生，以前在其它學校並未融入班級中，轉來吉祥學苑後得到訓導主任內山田的開導，因此在內山田主任開水上摩托車差點溺斃的時候，特地捐血給他。並表示夢想將來要當像內山田主任的老師。
白井木馬、時田晴夫、三島軍人
配音：古谷徹、關智一、綠川光（日本）；黃天佑、陳幼文、賀宇傑（台灣）
鋼彈狂熱3人組，和麗美在去沖繩時同住一間房，房號0800。
和久井繭
理事長的孫子，相當的寵愛他，但理事長也希望透過鬼塚來教育和久井。與菊地是好友。有小聰明、敏捷、英俊、武鬥也不錯；經常嘲弄鬼塚，有一大票不良份子的友人和中輟生。患有重病，必須靠吃鎮定劑維生，與父母存有一些芥蒂和隔閡（成為試藥的白老鼠）。後來成為藝人，加入朋子的經紀人旗下。
被相澤所唆擺，設下陷阱引誘教師們進入舞廳然而卻是批鬥大會。最後鬼塚用跟100個人比腕力的方式說服在場所有的中輟生而破局。最後亦被鬼塚馴服。在第十七卷裡與菊地設法防止神崎設置相澤雅的照片透過網路外傳到色情網站。
石田拓海
一年前因為與導師扇衝突，把扇的頭打到頭破血流，導致被退學到沖繩管束。期間用網名“沙鯨”與菊地“菊次郎”在網路上交流，借由了解學校的大小事情。電腦技術一流，亦是天才駭客一名。是麗美、相澤和大門事件，間接或直接的解決者。在相澤打算要自殺時趕回校園勸相澤回頭，自己也重新融入學校。憑自己的能力成功起出大門校長和天使們的底細，亦替繭找到了能報仇的資料。
宮森勇氣
喜歡鐵道遊戲，是典型「家裡蹲」，兩年沒去學校上課。有黑道的家庭背景。在鬼塚與吉川的幫助下重新上學，及後與吉川交情似乎不錯，常見一起出入。
涉谷翔
新校長大門到任後轉進來的男學生，似乎常被人利用和欺負，真面目是天使軍團之首。為對付鬼塚，用盡所有難堪的手段。是天使軍團受最大傷害的人。是個瘋狂、無情的惡魔（因曾受同學及老師欺凌，加上母親的性侵，造就其偏差扭曲的性格）。後因大門美鈴的背叛使其徹底崩潰、瘋狂。
實際上是個可憐人，吉川昇曾向警察求情，透露出涉谷翔完全就是一個已經迷路，不停哭泣的小孩，為受虐少年的諷刺代表。最終由於櫻井理事長的幫助及鬼塚矢口否認受其傷害，加上大門美鈴的悔改等，整個事件下來涉谷翔只受到保護管束，性格似乎也慢慢導向正面。
常盤愛
新校長大門到任後轉進來的女學生，心機重，也是大門校長的天使之一。過去曾被五個男人輪姦，自殺未遂而被大門校長救出；因而極度厭惡男人，目的是毀滅男人。會跆拳道。轉入鬼塚等人的中學後，會刻意接近行為不端的男性，然後在沒有其他人目擊的情況將他們打得半殘，然後假裝自己是受害者。而在一次和其它天使集團成員戲弄冬月梓並且要給全校會議給冬月梓難堪時被鬼塚攔阻。在菊地、鬼塚幫助下才敞開心防並退出天使軍團，然而常盤和菊地卻被鬼塚硬湊成一對。當涉谷發狂打傷所有天使軍團的人時，最早甦醒過來通知其他人涉谷的狂行。
橫山美月
配音：村井每早（日本）；郭馨雅〈衛視版〉（台灣）
品學兼優，行為端正，小學時期已經和相澤雅是摯友。真心喜歡上受到班上學生們信賴的導師齋藤昇，但因為被媒體揭露，並發現自己已經懷孕及齋藤公開否認2人的關係而被拋棄，身受絕望之下在轉學之後選擇自殺結束生命（此事件動畫版設定成相澤開始欺負導師的導火線）。
動畫版原創角色，於第42話、第43話的回想場面出場，作與少女版石田拓海的設定相似，但是原作中期和動畫的都是設定相澤說是的前2年4班的朋友，因此在動畫版可能是指的是她。

#### 其他班級學生
深田葵／藤田茜
配音【藤田茜】：村井每早（日本）；郭馨雅〈衛視版〉（台灣）
三年2班，校花，村井喜歡的對象。2月18日生，身高154cm，體重43kg。曾差點被櫻井正偷窺上廁所。學生會的學藝幹部，羽球社。
動畫版未出場，其戲份都由動畫原創角色藤田茜頂替。
鱶田久美子
配音：中山真奈美（日本）
三年2班，身材嬌小，長相其貌不揚，喜歡村井。滿嘴有似恐龍般的虎牙。
鯨川冬美
配音：本田貴子（日本）；陳美貞〈超視版〉／郭馨雅〈衛視版〉（台灣）；陳安瑩（香港）
三年2班漫畫社。因為善長球類運動，特別是籃球及排球，身高異於常人，成為全校最高的女學生。181cm，68kg。喜歡村井，甚至知道村井的一些小習慣。曾以幫忙深田與村田傳話時以拼音來試探村井的心意，知道村井喜歡深田。
天使軍團
包括常盤愛等跆拳道三人組，總共有11人，隊長是涉谷翔，特徵是都曾經因受到極大傷害而自殺又遭大門校長所救，而成為學校臥底學生，有誓死為大門校長賣命的情操，而後天使軍團裡的常盤愛受到鬼塚感化離開該軍團。

#### 教職員
內山田廣志
配音：長島雄一（日本）；陳旭昇〈超視版〉／陳幼文〈衛視版〉（台灣）；譚漢華（香港）
訓導主任（原作設定學苑有3位訓導主任），51歲，血型A型，思想保守且好色，雖對鬼塚特立獨行的行為十分厭惡，然而興趣卻是喜歡當癡漢伸手猥褻女生，昭和21年生個性有些神經質，時常做過度的妄想。
常在電車或公車上對女學生或粉領族上下其手，因在冬月梓前往吉祥學院面試時，曾對冬月上下其手而被鬼塚教訓，從此以後便對鬼塚懷恨在心。除此之外亦曾在電車上對一名女子性騷擾長達一年，結果被女警盯上，在逃跑過程中裡面裝有色情書刊及個人資料的公事包卻忘了拿，最後是由鬼塚帶回交給內山田。
由於內山田常有猥褻學生的把柄被鬼塚目擊，雖然鬼塚都沒說出去，但因此也造成內山田不敢直接開除鬼塚而需要假以旁人之手。常被毆打，其眼鏡被摧毀不計其數。而其愛車CRESTA六次慘遭無情摧毀，尤其多次是鬼塚在救學生時無意砸毀，因此愛車事件也是內山田看不爽鬼塚的原因之一。不過在相澤自殺事件的緊要關頭決定以救人優先而自我犧牲。動畫版最終回相澤被傳為殺人嫌疑犯時，不滿教育委員會的態度和施壓的手段，直接當面對教育委員會的高層嗆聲。
在《湘南14日》裡因為坐駕CRESTA墜入海裡宣告陣亡，於《GTO失落的樂園》裡一開始駕駛Crown，後為了追求屬於自己的空間而將車輛賣掉改開一台輕型露營車。而駕駛技術也因長時間與鬼塚做對的因素使然而有驚人的進步。
家中有一妻、一女、一犬，家中地位最低，亦常被狗嘲弄，因此養成以猥褻女學生來抒發自己在家裡低自尊的壓力。妻子疑似外遇，與女兒常相處不適，但實質上兩人暗地裡還是很重視他。其犬名為“英吉”，雖然常欺負內山田，但在危急關頭總會幫助他。
年輕時曾是為懷有抱負的教育者，但因長年以來看盡學生不知恩情無視他的付出，漸漸淡忘了熱情。曾因鬼塚拯救神崎一事而回憶起做為教育者的原點，替其免除被開除的危機，但事後還是對他的誇張行徑無法容忍。禿頭，壓力大時會尿血尿、胃痛，有尿結石。而從校外教學原本的爬山之旅改為到沖繩旅行時，教導學生觀察魚的活動及大自然生態推測內山田應該喜歡大自然的生活。
在《GTO失樂園》裡面，一次自我旅行中為了保護女生而奮力對抗野熊及混混們，在危急關頭被鬼塚所救。此舉遠比在GTO正篇時有骨氣得多。
櫻井良子
配音：岡本嘉子（日本）；郭馨雅〈衛視版〉（台灣）；陳安瑩（香港）
理事長，是個理想主義者，看出鬼塚與眾不同的人格特質破例將他錄取，對他十分信賴，曾多次替鬼塚處理善後（為了保住鬼塚，不惜動用東文社關係竄改分數）。因多次袒護鬼塚而被其他教職員所不滿，興趣是開福利社。和久井登場時因為孫子幾乎被揍而對鬼塚動手，事後向鬼塚道歉。大門校長掌權時一直隱忍，最後靠拓海的情報翻盤。漫畫末期揭露是當年大火之中把大門美鈴救出的人。
森高尚子
冬月好友，26歲，個性開放，亦跟冬月一樣欣賞又了解鬼塚，但不若冬月強烈，對鬼塚的行為有時候感到頭痛，是保健室人員。胸部很大，身材好。興趣是捐血。
動畫版並無登場，其角色戲份被嘉手納南風或冬月所取替。
嘉手納南風
配音：松谷彼哉（日本）；郭馨雅〈衛視版〉（台灣）；陳安瑩（香港）
學校裡的醫師。負責醫療。相貌美麗、性感。胸部特大，以前曾是賽車手，有「湘須賀女王」的稱號。與真樹京介相識，雖然京介比自己還快，卻以喜歡看自己的車尾燈為由總是騎在後面。因為京介的關係而對其後繼者鬼塚也所關注。有為敬仰自己的弟弟，弟弟嘉手納高志（配音：菊池正美（日本）；黃天佑〈衛視版〉（台灣））為了想快點追上自己的腳步而偷開自己的車出去競賽，比賽中發生車禍而昏迷不醒。為了醫治自己的弟弟而努力賺錢。
漫畫版並無登場，不過曾在作者的前作《湘南純愛組！》中出現。此外故事跟動畫不一樣。
山王丸浩司
配音：掛川裕彥（日本）；黃天佑〈衛視版〉（台灣）
地理老師，31歲。興趣手工藝、插畫。漫畫裡幾乎毫無份量，但在動畫中則變成出鏡率甚高的重要路人甲。
小茶古宏
配音：千葉一伸（日本）；林協忠〈衛視版〉（台灣）
理化老師，38歲，曾被麗美的「課堂恐怖攻擊」傷害過(將氧氣散佈在教室中，點火後爆炸)，聲音尖銳，且長相像吉娃娃，相親26次均未成功，但後來學校失火時有提到第128、129次相親的照片都著火了。 
袋田一
配音：中田和宏（日本）；陳幼文〈衛視版〉（台灣）；劉昭文（香港）
體育老師，32歲。臉上留著一顆大痣，綽號大痣田。為人色情，變態，喜歡看女孩子穿運動短褲，被栽贓成短褲小偷，討厭鬼塚。及後被和久井誘到批鬥大會，倖存後被在常盤事件之中與櫻井成為表面上的英雄（實際上打退混混的是鬼塚及和久井一行人）。
櫻井正
配音：鈴木勝美（日本）；黃天佑〈衛視版〉（台灣）
英文老師，42歲，綽號“老輝阿”、“站前留學”，常用特殊目鏡偷窺女學生，有著下流而無恥的偷窺女性如廁的癖好（動畫版改為扮女裝），愛車是86年BENZ190E。曾因把柄被抓住而被逼協助相澤逼鬼塚離校，事後依然沒有被揭穿。及後被和久井誘到批鬥大會，倖存後被在常盤事件之中與袋田成為表面上的英雄（實際上打退混混的是鬼塚及和久井一行人）。
勅使川原優
配音：古谷徹（日本）；曹冀魯〈超視版〉／黃天佑〈衛視版〉（台灣）
數學老師。追求完美世界的人，東京大學畢業，外表看似斯文、有學問，但骨子裡卻是個變態。有破壞狂、偷聽、偷窺、被虐、偷竊狂、易服、潔癖（真琴推斷）…等等。痴戀著冬月，生活一切盡其所能以冬月為主，還在自家牆壁上貼滿冬月的照片。有著自以為是的正義和精神異常的現象，經常想除掉鬼塚。到了最後他才發覺自己只是忌妒鬼塚的生活方式。
鬼塚參加全國模擬考並救出家教學生太田秀美之後，因為忌妒鬼塚考滿分，當場對學生狠打巴掌，被罰停職一個月的處份。動畫版雖然刪除了勅使川原體罰學生的過程，不過在第43話仍有描寫他在家裡進行對付鬼塚的計畫。父親是位傑出的政治家，從小就和哥哥一起被賦予期待，因為從小的父母嚴厲的壓力以及比不上哥哥的自卑感和長期被校園霸凌的經驗，導致產生極其嚴重的錯誤觀念，認為要像父親一樣當個主宰者而控制社會，價值觀被完全扭曲，進而造就變態又瘋狂的人格。
沖繩校外教學結束之後，也結束了他的停職處分重返校園，開始進行對付鬼塚及綁架冬月的行動。起先被冬月發現，然而後被冬月的妹妹真琴及鬼塚人贓俱獲，結果奪取警察的制服及手槍近距離槍擊鬼塚四發，並狹持冬月梓和理事長及其它學生佔據學校，最後在其兄抵達學校及鬼塚的開導放下一直以來扭曲的執念，甘願入獄服刑。其後似乎已經大徹大悟並改過自身，在監獄中雕刻佛像；當鬼塚命懸一線時也能感覺到。
板垣
配音：御友公喜（日本）；陳幼文〈衛視版〉（台灣）
戴眼鏡，身材中等，沉默寡言，冷靜沉穩；櫻井理事長的祕書和助手。對於櫻井理事長的行動經常作出規勸，但大部份時候都只是對其言聽計從。在櫻井失勢時擔任大門的祕書，對其計劃似乎為虎作倀，實則上是替櫻井搜集証據反擊。聘請了拓海侵入校內的網絡，把天使部隊及跟大門勾結的董事們一網打盡。之後似乎依然擔任櫻井的助手及祕書。 
丸山一八
校長。地中海，戴眼鏡，身有糖尿病。因為禿頭所以常被鬼塚稱為“沙勿略”（詳見方濟·沙勿略），對鬼塚的看法和大部份老師一樣，就是一個麻煩制造者。儘管如此，一般來講並不會參與讓鬼塚被革職的行動，亦沒有像內山田般出盡千方百計陷害鬼塚的事。雖然是校長，但實制上沒有甚麼權力，容易被其他人所利用和左右。為人膽小懦弱，當學校被鬼塚弄得滿城風雨時；為了逃避責任報稱糖尿惡化入院治療，讓內山田扛起一切責任。
在漫畫後期被大門美鈴代替，自己則被發配到北海道的木卡佳學校當校長；事件解決後再次回到學苑重操故業。動畫版並無登場，其角色戲份由內山田頂替。
大門美鈴
吉祥學苑新任校長。34歲。特徵是帶著眼鏡和巨乳。底下有11個天使組成的臥底學生軍團，為了進行向櫻井理事長復仇，和讓鬼塚在社會無法立足。
為有著跟天使軍團一樣的遭遇，過去因父親之故飽受同學霸凌，而當時的櫻井理事長是她以前很信賴的老師，因為一場誤會使的她對人性絕望。曾一度把鬼塚玩弄於股掌之中，其設立的扣分制亦幾乎把鬼塚迷失。然而最後卻敵不過鬼塚的熱誠及板垣的隱忍；忙亂之下背叛了涉谷，致使其精神失常。發現當初錯怪了櫻井後再次身陷火海，被重傷甦醒過來的鬼塚所救。事後協助櫻井發展抱負。
扇
吉祥學苑前2年4班導師。本來與2年4班相處和樂，後來變成2年4班趕走老師的關鍵人物，實際上為被害人。相澤雅國二時暗戀的對象，面對示愛明顯的相澤，扇卻沒有在第一時間加以制止，反而容許相澤越陷越深，結果後來扇介紹其未婚妻時對相澤造成莫大的傷害。自己也付出了代價，被打傷之後，犧牲教職，未婚妻也因此事件離開了他，往後人生十分悲慘。在故事末期親自出面把相澤討厭老師的真相告訴鬼塚，結果因為說出當初直接喜歡相澤的話就不會出事等等不負責任的言語，被鬼塚一氣之下狠狠打成重傷住院。
齋藤昇
配音：伊藤健太郎（日本）；黃天佑〈衛視版〉（台灣）
動畫版原創角色，動畫版2年4班欺負導師行動的關鍵人物。
還在當2年4班的導師時主張學生要相信「為了什麼而戰鬥」而得到學生們的信賴。但在教育委員會的施壓之下，於公開審議會中否認與橫山美月的關係。被解雇之後調至其它學校繼續教書，而相澤雅持刀要本來要替好友報復，但自己得知橫山證實已經自殺身亡，情緒失控反奪相澤的刀子自殺。自殺未遂之後已在醫院恢復意識。

### 鬼塚相關人物
彈間龍二
配音：千葉一伸（日本）；宋克軍〈超視版〉／黃天佑〈衛視版〉（台灣）；劉昭文（香港）
「湘南三部曲」中的人物，在《麻辣教師GTO》、《湘南純愛組！》、《麻辣拍檔》中的二號人物，鬼冢英吉視作比生命還重要的兄弟，湘南傳說中讓人聞風喪膽「鬼爆二人組」其中一人，鬼爆的「爆」。
22歲，是鬼塚真正的「好友」，就因為瞭解鬼塚的為人，所以常故意對他看似見死不救但私底下仍會伸出援手，也是鬼塚惹事進拘留室時最常保釋他出來的人，現職為機車行的老闆。不過在敕使川原事件中代理受傷的鬼塚接受警政署長表揚時，冴島俊行說他是黑心店機車行老闆。痛恨鬼塚身為教師卻把利益擺第一而放棄對照顧學生的初衷，因而也數次挽回鬼塚對教學的價值觀，也常在鬼塚教學失意時和冬月在居酒屋一起陪伴鬼塚。
同時也是另一部漫畫《湘南純愛組！》的男主角之一，和鬼塚是在初中二年級認識，逞凶鬥狠的龍二主動去向鬼塚挑釁，可謂不打不相識。雖然在GTO中沒有特別描述，不過其打鬥能力不下於鬼塚，同樣有著非比尋常的體力。高中時期曾和導師鮎美相戀，但礙於兩人的生活實在差距過大，這段感情沒有結果。現任女友是長瀨渚。
冴島俊行
配音：矢尾一樹（日本）；陳幼文→黃天佑〈衛視版〉（台灣）
22歲，是鬼塚和龍二在暴走族時代的「損友」，與龍二的關係類似死對頭，現職為警察，階級為巡查。高中時代是「鐮倉狂犬」中的「瘋狗」，和「狂犬」鎌田是搭檔。長相兇惡，常暗中進行各種違法買賣交易和走私，是個標準的流氓警察，三次登場皆以鬼塚的第一視角方式來呈現。
同時也是作者最新作品另一部漫畫《井之頭的石像鬼》的男主角。
長瀨渚
配音：荒木香惠（日本）；許雲雲〈衛視版〉（台灣）
龍二的女友，在《湘南純愛組！》也有登場，過去曾有被性侵而造成分裂人格的悲慘過去，另一個人格「夜叉」有極度暴力傾向，不過後來已恢復正常。22歲，如願就讀大學心理系，目標是取得臨床治療師，龍二很介意她被鬼塚吃豆腐，胸部約D罩杯。
真樹京介
故人，鬼塚和龍二尊敬的人物。是湘南最大暴走族，暴走天使的第一代總長。已在作者的上一部漫畫《湘南純愛組！》中事故身亡，其遺志和象徵都由鬼塚繼承。
在《麻辣教師GTO》漫畫第25冊鬼塚命危出現在鬼塚的夢中，教導他無論遇到什麼樣的挫折都要重新再站起來的生存方式，最後說了一句「你一定要做一位日本最優秀的老師喔（ガキどもを引っ張って日本一の教師を目指せ）」之後消失。

### 其他人物
水樹奈奈子
配音：宮村優子（日本）；許雲雲〈衛視版〉（台灣）；曾佩儀 （香港）
鬼塚當實習老師時期任教學校的學生，曾色誘鬼塚，跟鬼塚說自己因為被父親強迫相親而離家出走，希望能到鬼塚家過夜，後來脫下衣服撲倒鬼塚，要與其發生性關係時，數名男學生伺機闖入鬼塚家拍下了數張照片，並以此要脅鬼塚付100萬元否則就將照片公布給媒體，才發現這全是一樁仙人跳。
之後鬼塚發現她有自殺念頭，詢問之後發現她內心很寂寞，衝去她家打穿「那個牆壁」，也間接改善了她們一家人的關係，曾承諾鬼塚要保留自己的處女給他。
大澤秀郎
配音：三木真一郎（日本）；陳幼文（台灣）
跟鬼塚同為實習老師，是第3次實習，因前幾次實習有對女學生出手而導致實習中止。
村井樹里亞
配音：緒方惠美（日本）；龍顯蕙〈超視版〉／郭馨雅〈衛視版〉（台灣）；劉惠雲（香港）
村井國男的母親，13歲便生下國男，孩子的爸爸一聽到懷孕後便跑掉了，父母又因此要斷絕關係，結果只好獨力照顧國男，導致國男不太相信男人。是個年輕又漂亮的單身母親。
內山田好子
配音：豐後敦子（日本）；郭馨雅〈衛視版〉（台灣）；莎拉（香港）
內山田主任女兒，請鬼塚當家教老師。和鬼塚相處良好，連家犬都取名叫做英吉（鬼塚的名字）。讓內山田非常擔憂。小時候曾經說過要當父親的新娘，現在這句話只能活在內山田的回憶裡。雖然平時對內山田態度不善，但其實也挺關心自己父親。
內山田良子
配音：津田真澄（日本）；許雲雲〈衛視版〉（台灣）
內山田主任的妻子，似乎和肉販搞外遇。與女兒都和鬼塚相處良好。
太田秀美
配音：半場友惠（日本）；郭馨雅〈衛視版〉（台灣）；郭碧珍（香港）
雇用勅使河原當家庭教師的女學生。母親太田千鶴（配音：島本須美（日本）；郭馨雅〈衛視版〉（台灣）；劉惠雲（香港））為『教育被害委員會』的會長，父親太田透（配音：石波義人（日本）；賀宇傑〈衛視版〉（台灣））為都議會議員。
本來想叫鬼塚當她的奴隸。卻在鬼塚參加全國模擬考的日子被黑道集團綁架，最後被鬼塚救出，醒來之後說鬼塚的腹部中了3槍子彈。事後父母從她的解釋得知鬼塚奮不顧身救人第一的表現感化，而化解對鬼塚的誤會，請求理事長停止對鬼塚的革職處分。
冬月真琴
冬月梓的妹妹。是個推理高手，冬月梓遭敕使川原綁架事件就是靠真琴推理找出來的，不過隨即也遭敕使川原綁架，而後被鬼塚救出。看出姐姐對鬼塚心存愛慕。會過肩摔的高中生，長岡八高中推理社社長。
梅吉
三多摩聯合成員之一，暴走族，19歲，向麗美談論自己的故事，小六父親上吊，國二母親從事色情行業，之後叛逆加入暴走族。
三多魔連
崇拜鬼塚的暴走族，得知鬼塚一度命危而趕到醫院。
五十嵐功一
配音：玄田哲章 （日本）；陳幼文〈衛視版〉（台灣）
動畫版原創角色。東京都教育委員會代表。怕齋藤與橫山的師生戀被媒體揭露會影響到自己的面子與權威，反而利用權威對2人施壓，讓齋藤在教育委員會召開的審問會中公開否認，也讓橫山絕望自殺，齋藤被解雇後將他調至推薦的其它學校繼續教書，並在橫山死後更進一步抹滅她存在的事實。齋藤自殺未遂之後，結果被鬼塚叫來學校的大批電視記者逼問出事件的真相。

### 《偉大的朋子大奶妹》
《麻辣教師GTO》連載時期的接近外傳的作品，而此處的GTO縮寫的全名是《偉大的朋子大奶妹（ぐれえと·とろこ·おっぱい）》，收錄在同名單行本第11冊和第12冊。主角是野村朋子，作品重點描述她在演藝界的活躍表現。全7回。動畫版有取出原作的一部分將其改編為動畫內容，並與鬼塚等人也有關係。
沖之島一路
配音：岡野浩介（日本）
野村朋子、和久井繭的第二經紀人。26歲，綽號豬頭沖。個性充滿熱血鬥志，目標是讓朋子成為大明星，同時也喜歡朋子。
宗方
野村朋子、和久井繭的總經紀人，想要讓野村朋子、和久井繭成為超級偶像的傳說級人物，曾一手帶紅許多知名偶像，在整人節目中假裝自己是個無恥的經紀人，但一切都是為了讓朋子獲得更多通告，是個好經紀人。動畫版並未登場。
紀林、繩矢、田中、池田、都丸
配音：平田廣明、千葉一伸（日本）
動畫版第27話、第28話登場。是與麻辣教師GTO一樣在《週刊少年Magazine》連載的另一部作品《MMR神秘調查班》客串的角色。因看到朋子在日本各地地方電視台的廣告中出現，要求鬼塚、沖之島讓朋子參加MGPC（Magazine偶像公主選拔賽）。

### 《湘南14日》
白鳥菖浦
《湘南14日》中的重要人物。白天鵝兒童養育中心的職員，認識冬月，細心而且溫柔，對鬼塚相當有好感，尤其在鬼塚即將離開白天鵝教養院時第13天抱著藤崎志乃美痛哭，且事後亦寫信到吉祥學苑要冬月梓傳達給鬼塚表達其愛意。高中是劍道社所屬，因此武功不弱，能打倒幾個黑道巨漢。
醉酒之後會發酒瘋，變成令人畏懼的人，且六親不認；曾於和鬼塚在屋頂上喝酒時及回房就寢時，卻是意識清醒向鬼塚表示希望能將自己第一次獻身給鬼塚，唯鬼塚興高采烈去洗澡後回寢室時，白鳥已酣然入睡，讓鬼塚空歡喜一場。

### 《湘南純愛組！》
藤崎志乃美
曾是《湘南純愛組！》的女主角，在本作以野村朋子的造型師登場。小鬼塚一歲，曾是女暴走族，個性豪放不拘小節卻意外純情，和鬼塚一樣對男女之情也很不在行，中學時曾有一次被前男友武澤強暴過，但除此之外就沒有和別人交往過。
身材苗條、玲瓏有緻，不過國中時曾經是歸屬在肥胖一類，不甘心只被鬼塚當成妹妹看待，想讓其視自己為女人而努力改變自己。從國中時代就喜歡鬼塚，高中時兩人處於朋友以上、戀人未滿關係。在《湘南純愛組》最後似乎有短暫交往跡象，但鬼塚很快便從湘南消失。
之後辭掉造型師工作，回到湘南「白天鵝」當保母，也因此與鬼塚重逢。志乃美從以前就默默地喜歡著英吉，一直以來有許多追求者，卻因為心裡無法忘懷英吉而一一拒絕。兩人雖然有許多氣氛不錯的相處時光，但鬼塚總是因為好色把氣氛一瞬間破壞掉，而志乃美對自己的感情也不知該如何表現，所以兩人始終沒有正式交往。
在「湘南14日」與神崎的對話來看，鬼塚似乎把志乃美和神崎當妹妹般看待。是湘南純愛組主要人物中少數知道｢鬼爆二人組｣去東京討生活的人。擔任朋子的設計師時從朋子的口中得知鬼塚當了老師，而且幫助了不少學生、家長甚至是教職員解決困難，不過半信半疑。直到與英吉出人意表的重逢時，才知道鬼塚真的是去當了老師(但未說明是從朋子口中得知)，認為鬼塚是去｢教壞囝仔大小｣的。
葉月美里
只出現在漫畫《湘南純愛組！》的角色。
鬼塚高中時期因電話交友而遇上的美麗女性，並與之交往。真實身分是變性人，一年前還是男兒身。曾經隸屬於韋駄天的一員，因此認識志乃美還有首領武澤。向武澤告白被拒，之後進行變性，成為現在的樣子。
和鬼塚坦承自己的祕密後，原本抱持半放棄的心態和得知消息而無法反應的鬼塚約好隔天一起前去東京，想不到用情已深的鬼塚竟然真的帶著行李到了車站。遠處看到知道真相依然願意陪伴自己的鬼塚側臉的美里感動得不能自己。為了不影響鬼塚的人生以及幸福，悄悄把票收起來，並從此消失在鬼塚的生活中。

### 《井之頭的石像鬼》
丸山鐵司
吉祥寺警署的新任署長。過去曾隸屬神奈川湘南署少年課，由於行事作風強硬，使到包括暴走族時期的冴島等不良少年聞風喪膽。被冴島稱為「鬼畜刑警」。

## 出版書籍
麻辣教師GTO
| 冊數 | 講談社         | 講談社             | 東立出版社     | 東立出版社         |
| 冊數 | 發售日期       | ISBN               | 發售日期       | ISBN               |
| ---- | -------------- | ------------------ | -------------- | ------------------ |
| 1    | 1997年5月16日  | ISBN 4-06-312411-8 | 1997年12月5日  | ISBN 957-34-5925-6 |
| 2    | 1997年7月17日  | ISBN 4-06-312436-3 | 1998年1月25日  | ISBN 957-34-5926-4 |
| 3    | 1997年9月17日  | ISBN 4-06-312455-X | 1998年3月5日   | ISBN 957-34-5927-2 |
| 4    | 1997年11月17日 | ISBN 4-06-312481-9 | 1998年4月20日  | ISBN 957-34-5928-0 |
| 5    | 1998年1月16日  | ISBN 4-06-312503-3 | 1998年7月20日  | ISBN 957-34-5929-9 |
| 6    | 1998年4月17日  | ISBN 4-06-312538-6 | 1998年8月10日  | ISBN 957-34-7046-2 |
| 7    | 1998年6月17日  | ISBN 4-06-312559-9 | 1998年11月5日  | ISBN 957-34-7047-0 |
| 8    | 1998年8月17日  | ISBN 4-06-312583-1 | 1998年12月20日 | ISBN 957-34-7503-0 |
| 9    | 1998年11月17日 | ISBN 4-06-312619-6 | 1999年2月20日  | ISBN 957-34-7504-9 |
| 10   | 1999年3月17日  | ISBN 4-06-312665-X | 1999年5月5日   | ISBN 957-34-8154-5 |
| 11   | 1999年6月17日  | ISBN 4-06-312688-9 | 1999年8月10日  | ISBN 957-34-8155-3 |
| 12   | 1999年8月17日  | ISBN 4-06-312727-3 | 1999年11月20日 | ISBN 957-34-8156-1 |
| 13   | 1999年11月17日 | ISBN 4-06-312773-7 | 2000年1月20日  | ISBN 957-34-9162-1 |
| 14   | 2000年1月17日  | ISBN 4-06-312791-5 | 2000年3月10日  | ISBN 957-34-9163-X |
| 15   | 2000年4月14日  | ISBN 4-06-312824-5 | 2000年5月20日  | ISBN 957-34-9164-8 |
| 16   | 2000年7月17日  | ISBN 4-06-312848-2 | 2000年8月15日  | ISBN 957-34-9165-6 |
| 17   | 2000年9月14日  | ISBN 4-06-312882-2 | 2000年10月20日 | ISBN 957-731-584-4 |
| 18   | 2000年12月15日 | ISBN 4-06-312914-4 | 2001年1月20日  | ISBN 957-731-585-2 |
| 19   | 2001年3月16日  | ISBN 4-06-312947-0 | 2001年5月20日  | ISBN 957-731-586-0 |
| 20   | 2001年6月15日  | ISBN 4-06-312980-2 | 2001年7月21日  | ISBN 957-731-587-9 |
| 21   | 2001年8月10日  | ISBN 4-06-313006-1 | 2001年10月10日 | ISBN 957-699-908-1 |
| 22   | 2001年11月16日 | ISBN 4-06-313041-X | 2001年12月15日 | ISBN 986-11-0123-3 |
| 23   | 2002年3月15日  | ISBN 4-06-313073-8 | 2002年5月16日  | ISBN 986-11-0371-6 |
| 24   | 2002年4月17日  | ISBN 4-06-313097-5 | 2002年7月15日  | ISBN 986-11-0655-3 |
| 25   | 2002年4月17日  | ISBN 4-06-313098-3 | 2002年8月1日   | ISBN 986-11-0656-1 |

| 冊數 | 講談社         | 講談社                 | 東立出版社     | 東立出版社         |
| 冊數 | 發售日期       | ISBN                   | 發售日期       | EAN                |
| ---- | -------------- | ---------------------- | -------------- | ------------------ |
| 1    | 2017年9月12日  | ISBN 978-4-06-510296-1 | 2019年8月19日  | EAN 471094556011-3 |
| 2    | 2017年9月12日  | ISBN 978-4-06-510297-8 | 2019年8月19日  | EAN 471094556011-3 |
| 3    | 2017年10月12日 | ISBN 978-4-06-510298-5 | 2019年9月26日  | EAN 471094556125-7 |
| 4    | 2017年10月12日 | ISBN 978-4-06-510300-5 | 2019年10月25日 | EAN 471094556126-4 |
| 5    | 2017年11月10日 | ISBN 978-4-06-510299-2 | 2019年12月13日 | EAN 471060104001-0 |
| 6    | 2017年11月10日 | ISBN 978-4-06-510301-2 | 2019年12月13日 | EAN 471060104001-0 |
| 7    | 2017年12月12日 | ISBN 978-4-06-510671-6 | 2020年1月13日  | EAN 471060104002-7 |
| 8    | 2017年12月12日 | ISBN 978-4-06-510672-3 | 2020年2月20日  | EAN 471060104003-4 |
| 9    | 2018年1月11日  | ISBN 978-4-06-510848-2 | 2020年3月23日  | EAN 471060104058-4 |
| 10   | 2018年1月11日  | ISBN 978-4-06-510851-2 | 2020年3月23日  | EAN 471060104058-4 |
| 11   | 2018年2月14日  | ISBN 978-4-06-510853-6 | 2020年4月30日  | EAN 471060104059-1 |
| 12   | 2018年2月14日  | ISBN 978-4-06-510854-3 | 2020年5月29日  | EAN 471060104060-7 |

麻辣教師GTO 湘南14日
| 冊數 | 講談社         | 講談社                 | 東立出版社     | 東立出版社             |
| 冊數 | 發售日期       | ISBN                   | 發售日期       | ISBN                   |
| ---- | -------------- | ---------------------- | -------------- | ---------------------- |
| 1    | 2009年10月16日 | ISBN 978-4-06-384201-2 | 2010年7月5日   | ISBN 978-986-11-5708-8 |
| 2    | 2009年12月17日 | ISBN 978-4-06-384229-6 | 2010年8月13日  | ISBN 978-986-11-5709-5 |
| 3    | 2010年3月17日  | ISBN 978-4-06-384271-5 | 2010年9月23日  | ISBN 978-986-11-5710-1 |
| 4    | 2010年7月16日  | ISBN 978-4-06-384336-1 | 2010年10月15日 | ISBN 978-986-10-6125-2 |
| 5    | 2010年10月15日 | ISBN 978-4-06-384385-9 | 2011年1月10日  | ISBN 978-986-10-6597-7 |
| 6    | 2011年2月17日  | ISBN 978-4-06-384450-4 | 2011年5月6日   | ISBN 978-986-10-7202-9 |
| 7    | 2011年9月16日  | ISBN 978-4-06-384553-2 | 2011年11月22日 | ISBN 978-986-10-8577-7 |
| 8    | 2011年10月17日 | ISBN 978-4-06-384570-9 | 2012年2月1日   | ISBN 978-986-10-8901-0 |
| 9    | 2011年11月17日 | ISBN 978-4-06-384584-6 | 2012年3月2日   | ISBN 978-986-10-8944-7 |

麻辣教師GTO 失落的樂園
| 冊數 | 講談社        | 講談社                 | 東立出版社     | 東立出版社             |
| 冊數 | 發售日期      | ISBN                   | 發售日期       | ISBN                   |
| ---- | ------------- | ---------------------- | -------------- | ---------------------- |
| 1    | 2014年8月6日  | ISBN 978-4-06-382506-0 | 2015年6月3日   | ISBN 978-986-382-213-4 |
| 2    | 2015年3月6日  | ISBN 978-4-06-382582-4 | 2015年7月21日  | ISBN 978-986-382-214-1 |
| 3    | 2015年8月6日  | ISBN 978-4-06-382651-7 | 2015年10月28日 | ISBN 978-986-462-065-4 |
| 4    | 2016年4月6日  | ISBN 978-4-06-382762-0 | 2016年8月5日   | ISBN 978-986-470-211-4 |
| 5    | 2016年6月6日  | ISBN 978-4-06-382813-9 | 2016年9月5日   | ISBN 978-986-470-537-5 |
| 6    | 2016年9月6日  | ISBN 978-4-06-382849-8 | 2016年11月18日 | ISBN 978-986-482-007-8 |
| 7    | 2016年12月6日 | ISBN 978-4-06-382893-1 | 2017年3月15日  | ISBN 978-986-482-549-3 |
| 8    | 2017年3月6日  | ISBN 978-4-06-382935-8 | 2017年7月17日  | ISBN 978-986-486-062-3 |
| 9    | 2017年6月6日  | ISBN 978-4-06-382977-8 | 2017年10月26日 | ISBN 978-986-486-505-5 |
| 10   | 2017年9月6日  | ISBN 978-4-06-510143-8 | 2017年12月15日 | ISBN 978-986-486-876-6 |
| 11   | 2018年1月5日  | ISBN 978-4-06-510713-3 | 2018年5月31日  | ISBN 978-957-26-0641-4 |
| 12   | 2019年11月6日 | ISBN 978-4-06-517739-6 | 2020年6月8日   | ISBN 978-957-26-4507-9 |
| 13   | 2020年7月6日  | ISBN 978-4-06-519995-4 | 2021年1月11日  | ISBN 978-957-26-5594-8 |
| 14   | 2020年10月6日 | ISBN 978-4-06-521001-7 | 2021年3月18日  | ISBN 978-957-26-5966-3 |
| 15   | 2021年2月5日  | ISBN 978-4-06-522286-7 | 2021年8月23日  | ISBN 978-957-26-6580-0 |
| 16   | 2021年7月6日  | ISBN 978-4-06-523676-5 | 2022年3月25日  | ISBN 978-957-26-7520-5 |
| 17   | 2021年11月5日 | ISBN 978-4-06-525847-7 | 2022年7月14日  | ISBN 978-957-26-8242-5 |
| 18   | 2022年3月4日  | ISBN 978-4-06-527110-0 | 2022年10月28日 | ISBN 978-957-26-9020-8 |
| 19   | 2022年7月6日  | ISBN 978-4-06-528420-9 | 2023年3月13日  | ISBN 978-626-7185-03-2 |
| 20   | 2022年11月4日 | ISBN 978-4-06-529802-2 | 2023年6月16日  | ISBN 978-626-347-786-5 |

小說版
《麻辣教師GTO 顛覆北海道》（GTO Live in 北海道）
相澤春吉 著、原作：藤澤亨（講談社Magazine Novels）
| 冊數 | 講談社         | 講談社                 | 加珈文化      | 加珈文化               |
| 冊數 | 發售日期       | ISBN                   | 發售日期      | ISBN                   |
| ---- | -------------- | ---------------------- | ------------- | ---------------------- |
| 上   | 1998年9月21日  | ISBN 978-4-06-324331-4 | 1999年1月30日 | ISBN 978-957-778-728-6 |
| 下   | 1998年11月16日 | ISBN 978-4-06-324332-1 | 1999年3月10日 | ISBN 978-957-778-729-3 |

### 相關書籍
漫畫
| 中文書名                 | 日文書名 | 講談社        | 講談社             | 加珈文化       | 加珈文化               |
| 中文書名                 | 日文書名 | 發售日期      | ISBN               | 發售日期       | ISBN                   |
| ------------------------ | -------- | ------------- | ------------------ | -------------- | ---------------------- |
| 麻辣教師GTO－公式大破解  |          | 1998年6月20日 | ISBN 4-06-333951-3 | 1999年10月10日 | ISBN 978-957-778-740-8 |
| 麻辣教師GTO－公式大破解2 |          | 1999年1月20日 | ISBN 4-06-334029-5 | 停止出版       | 停止出版               |

動畫
1999年6月21日、ISBN 4-06-334089-9

## 真人版作品

### 電視劇（第1作）
- 詳情請參考『GTO (1998年電視劇)』

### 電視劇（第2作）
- 詳情請參考『GTO (2012年电视剧)』

## 電視動畫
1999年6月至2000年9月在富士電視台播出，全43話。改編至原作沖繩篇結束。另外，原作描寫的激進場面在動畫版大多被修正。主角鬼塚任職的學校校名從「吉祥學苑」更名成「聖林學苑」。台灣由超級電視台進行原音+中字幕首播，重播才有中文配音版本。
由於該電視動畫也是Studio Pierrot的賽璐珞動畫末期的作品，劇情部分是使用賽璐珞製作（除了部分使用數位上色），片頭曲影像和片尾曲影像都使用數位上色。

### 製作人員
- 原作：藤澤亨（講談社「少年Magazine KC」刊）
- 導演：阿部記之
- 劇本統籌：十川誠志
- 人物設計定：宇佐美皓一
- 配角設定：北山真理（日语：北山真理）
- 美術監督：池田祐二（日语：池田祐二）
- 色彩設計：上谷秀夫
- 攝影監督：宮川晴年
- 剪輯：植松淳一
- 音樂：本間勇輔（日语：本間勇輔）
- 音楽監督：兒玉隆
- 錄音演出：阿部記之、清水勝則（日语：清水勝則）
- 音響效果：倉橋靜男（日语：倉橋静男）
- 音樂製作人：高良仁久、藤本昌俊
- 製作人：瀧山麻土香（日语：瀧山麻土香）→中村百合子（日语：中村百合子）→鈴木吉弘（日语：鈴木吉弘）、勝股英夫、萩野賢
- 製作：富士電視台、SPE Music Publishing、Studio Pierrot

### 各話配角配音員
- 水樹奈奈子的父親：梁田清之
- 水樹奈奈子的母親：田中敦子
- 高濱、若松美紀：小林惠美
- 桃井：寺田春日
- 貨車司機：渡部猛
- 應試者：藤澤亨（客串參加）
- 上岡：伊藤健太郎
- 宮崎：淺井清己
- 野村朋子的父親：石井康嗣
- 大橋素子：冰上恭子
- 太垣：青山穰
- 錄影帶：石川英郎
- 木崎瞳：長澤美樹
- 木崎老闆：石塚運昇
- 相良老師：服部幸子（日语：服部幸子）
- 白澤監督：鄉里大輔
- 黑色三連星
  - 蓋亞：百百麻子
  - 瑪修：本田貴子
  - 歐狄佳：淺井清己
- 武藤：小上裕通（日语：小上裕通）
- 足田：岡本嘉子
- 佐佐木今日子、藤吉都：折笠富美子
- 藤吉晃司的母親：竹村叔子（日语：竹村叔子）
- 勝山：粟津貴嗣（日语：粟津貴嗣）
- 鹽崎：千葉一伸
- 佐藤葉子：萩原惠美子
- 誘拐犯：茶風林
- 誘拐犯：中聰彥
- 平松：納谷六朗
- 青年：草尾毅
- 下條良人：掛川裕彥
- 水島：御友公喜
- 上原杏子的父親：大川透

### 主題曲
第42話、第45話為總集篇，因此正篇全部總共有43話（Lesson1－Lesson43）。
片尾曲動畫附有歌詞字幕（第34話之後新的片尾曲動畫之外）。此外，「Last Piece」主唱者Kirari（希良梨名義）稍早也在反町隆史主演的電視劇版《麻辣教師GTO》中飾演水樹奈奈子。

#### 片頭曲
「Driver's High」（第1話－第16話）
主唱：L'Arc～en～Ciel，作詞：hyde，作曲：tetsu，編曲：L'Arc～en～Ciel & Hajime Okano（Ki/oon Records）
第44回〈最終話〉作為片尾曲使用。
「（中文：孤獨之夜）」（第17話－第45話）
主唱：色情塗鴉，作詞：晴一，作曲、編曲：ak.homma（SME RECORDS）

#### 片尾曲
「Last Piece」（第1話－第16話）
主唱、作詞：Kirari，作曲、編曲：TARU（Music Entertainment）
「（中文：水滴）」（第17話－第33話）
主唱：奧田美和子，作詞、作曲、編曲 ：大江千里（Mercury Sony Records）
「CHERISHED MEMORIES」（第34話－第43話、第45話）
主唱、編曲：THE HONG KONG KNIFE，作詞、作曲：JOE ALCOHOL（KING RECORDS）
此外，第34話的新片尾動畫雖然搭配的是ED2歌曲，不過工作人員字幕並沒有影響。

### 各話列表
| 話數     | 日文標題 | 中文標題                                                  | 編劇     | 分鏡     | 演出              | 作畫監督          | 播放日期       |
| -------- | -------- | --------------------------------------------------------- | -------- | -------- | ----------------- | ----------------- | -------------- |
| Lesson1  |          | 鬼塚英吉22歲！ 原不良份子，傳說中的實習老師課程就要開始！ | 十川誠志 | 阿部記之 | 阿部記之 羽生尚靖 | 大西雅也 中森良治 | 1999年 6月30日 |
| Lesson2  |          | 天敵 內山田訓導主任登場！大逆轉？最後的面試！             | 菅良幸   | 村山靖   | 桶澤尚            | 青野厚司          | 7月7日         |
| Lesson3  |          | 教師的工作是要賭命的？屋頂上的深夜高空彈跳！              | 西園悟   | 伊達勇登 | 伊達勇登          | 河村明夫          | 7月21日        |
| Lesson4  |          | 攻擊開始！ 鬼塚的怪怪日常生活就要被揭開了?!               | 十川誠志 | 榎本明廣 | 山內富夫          | 深澤學            | 8月11日        |
| Lesson5  |          | 惡魔的報復行動！以眼還眼，以屁股還屁股！                  | 菅良幸   | 影山楙倫 | 小高義規          | 岩井優器          | 8月18日        |
| Lesson6  |          | 確定失業？抗議聲不斷！將那個傢伙炒魷魚！                  | 菅良幸   | 石堂宏之 | 石堂宏之          | 橫瀨淳一          | 8月25日        |
| Lesson7  |          | 最危險的家庭訪問！不准打我媽媽的主意！                    | 西園悟   | 榎本明廣 | 榎本明廣          | 青野厚司          | 9月1日         |
| Lesson8  |          | 村井的死期!? 決戰大橋高空彈跳！                           | 西園悟   | 伊達勇登 | 伊達勇登          | 大西雅也          | 9月8日         |
| Lesson9  |          | 跳動的肌肉！激鬥！鬼塚VS熱血體育教師！                    | 山口亮太 | 影山楙倫 | 羽生尚靖          | 河村明夫          | 9月15日        |
| Lesson10 |          | 我會脫的！朋子14歲，奮不顧身的初體驗！                    | 十川誠志 | 植田秀仁 | 加藤洋人          | 番由紀子          | 9月22日        |
| Lesson11 |          | 搖晃的F罩杯！大胸部與偶像誕生的傳說！                     | 十川誠志 | 東野一   | 香川豐            | 中森良治          | 10月17日       |
| Lesson12 |          | 追放鬼塚！暗地裡的策略！                                  | 山口亮太 | 影山楙倫 | 小高義規          | 岩井優器          | 10月31日       |
| Lesson13 |          | 鬼塚又再次確定失業了嗎?!                                  | 山口亮太 | 羽生尚靖 | 羽生尚靖          | 青野厚司          | 11月21日       |
| Lesson14 |          | 地獄？夢想中的兩人生活                                    | 菅良幸   | 水野和則 | 水野和則          | 深澤學            | 12月5日        |
| Lesson15 |          | 死鬥！染血的答案卷！                                      | 菅良幸   | 影山楙倫 | 石堂宏之          | 宍戶久美子        | 12月12日       |
| Lesson16 |          | 鬼塚真的發飆了!! 強敵出現!!                               | 西園悟   | 伊達勇登 | 畠山茂樹          | 大西雅也          | 12月19日       |
| Lesson17 |          | 殺人事件?! 逃亡者鬼塚！                                   | 西園悟   | 榎本明廣 | 榎本明廣          | 河村明夫          | 2000年 1月16日 |
| Lesson18 |          | 再會……恩師啊                                              | 西園悟   | 羽生尚靖 | 羽生尚靖          | 中森良治          | 1月23日        |
| Lesson19 |          | 鬼塚，拼了命的課外教學                                    | 西園悟   | 植田秀仁 | 加藤洋人          | 番由紀子          | 1月30日        |
| Lesson20 |          | F寄來的情書                                               | 菅良幸   | 影山楙倫 | 小高義規          | 岩井優器          | 2月6日         |
| Lesson21 |          | 沒資格當老師？消失的冬月                                  | 十川誠志 | 水野和則 | 畠山茂樹          | 河村明夫          | 2月13日        |
| Lesson22 |          | 鬼塚被炸死？火焰中的大逃脫！                              | 十川誠志 | 水野和則 | 水野和則          | 大西雅也          | 2月20日        |
| Lesson23 |          | 鬼塚會死嗎!? 倒數計時的最後七天                           | 山口亮太 | 榎本明廣 | 榎本明廣          | 深澤學            | 2月27日        |
| Lesson24 |          | 父親焦急了！正因為是自己的女兒!!                          | 山口亮太 | 影山楙倫 | 畠山茂樹          | 宍戶久美子        | 3月5日         |
| Lesson25 |          | 鬼塚被性感的老師迷倒                                      | 菅良幸   | 羽生尚靖 | 羽生尚靖          | 中森良治          | 3月12日        |
| Lesson26 |          | 湘南鬼VS湘須賀的女王                                      | 菅良幸   | 影山楙倫 | 小高義規          | 岩井優器          | 3月19日        |
| Lesson27 |          | 笨笨子的演藝生涯挑戰                                      | 西園悟   | 久志秀彰 | 久志秀彰          | 河村明夫          | 4月2日         |
| Lesson28 |          | 揭曉！21世紀的新偶像                                      | 西園悟   | 植田秀仁 | 加藤洋人          | 番由紀子          | 4月16日        |
| Lesson29 |          | 女水手服與112萬                                           | 菅良幸   | 都留稔幸 | 石堂宏之          | 深澤學            | 4月23日        |
| Lesson30 |          | 罪與罰！盜用者鬼塚?!                                      | 山口亮太 | 畠山茂樹 | 畠山茂樹          | 細山正樹          | 4月30日        |
| Lesson31 |          | 朝向目標!! 憧憬的沖繩之旅                                 | 十川誠志 | 影山楙倫 | 小高義規          | 敷島博英          | 5月7日         |
| Lesson32 |          | 啊～奔馳居然被撞爛了                                      | 十川誠志 | 榎本明廣 | 榎本明廣          | 中森良治          | 5月14日        |
| Lesson33 |          | 再見了鬼塚？22歲的離別                                    | 十川誠志 | 水野和則 | 水野和則          | 大西雅也          | 5月28日        |
| Lesson34 |          | 離監獄最近的警官                                          | 山口亮太 | 阿部記之 | 香川豐            | 番由紀子          | 6月4日         |
| Lesson35 |          | 新娘有14歲的兒子!!                                        | 菅良幸   | 羽生尚靖 | 羽生尚靖          | 櫻井木之實        | 6月11日        |
| Lesson36 |          | 冬月變身！燃燒吧夏天的女郎！                              | 十川誠志 | 東野一   | 中川聰            | 島田英明          | 6月18日        |
| Lesson37 |          | 有種暴風雨的預感！沖繩Go！                                | 菅良幸   | 松浦錠平 | 小高義規          | 岩井優器          | 7月16日        |
| Lesson38 |          | 突擊！一起尋寶去，Go！                                    | 菅良幸   | 榎本明廣 | 榎本明廣          | 河村明夫          | 7月30日        |
| Lesson39 |          | 兩個人的冒險！秘密的洞窟！                                | 十川誠志 | 畠山茂樹 | 畠山茂樹          | 中森良治          | 8月13日        |
| Lesson40 |          | 正中紅心！沖繩純愛組！                                    | 山口亮太 | 植田秀仁 | 羽生尚靖          | 河村明夫          | 8月20日        |
| Lesson41 |          | 青春少女！第一次的告白！                                  | 山口亮太 | 水野和則 | 水野和則          | 大西雅也          | 8月27日        |
| 總集篇1  | 不適用   | 不適用                                                    | 不適用   | 不適用   | 不適用            | 不適用            | 9月3日         |
| Lesson42 |          | 最後一戰！甦醒的舊傷痕                                    | 十川誠志 | 阿部紀之 | 畠山茂樹          | 中森良治          | 9月10日        |
| Lesson43 |          | 戰爭開始！GREAT請多指教！                                 | 十川誠志 | 阿部記之 | 阿部記之          | 宇佐美皓一        | 9月17日        |
| 總集篇2  | 不適用   | 不適用                                                    | 不適用   | 不適用   | 不適用            | 不適用            | 9月24日        |

## 評論文章
- 鄭立在〈作為一個教師，為何我不喜歡「麻辣教師 GTO」？〉評論「這作品裡的人，總是因為自己覺得自己很悲慘，就去到欺負到一個人進精神病院，對無辜的人施虐。把自己受的創傷放到最大，卻對於自己施加於別人的創傷完全無動於衷，完全不成比例。」[2]
- 紅眼在〈男神後浪推前浪〉文章中寫道「麻辣教師GTO」真人化電視劇令「飾演主角鬼塚英吉，其霸氣老師的形象深入民心，也開拓了師生劇的潮流，後來仲間由紀惠主演的『極道鮮師』系列，天海祐希主演的『女王的教室』，或速水直道主演的『震撼鮮師』，無論是電視劇還是漫畫原著，都有著這部經典之作的影子。」[3]

## 外部連結
- GTO 失落的樂園｜Young Magazine官方網站｜WEB Yanmaga｜講談社Comics Plus （页面存档备份，存于） （日語）
- Studio Pirrot作品官方網站 （日語）
- 動畫版節目官方網站（TOKYO MX） （页面存档备份，存于） （日語）
- 動畫版節目官方網站（Aniplex） （页面存档备份，存于） （日語）